# 吹奏楽指導者認定試験
吹奏楽指導者認定試験（すいそうがくしどうしゃにんていしけん）は、公益社団法人日本吹奏楽指導者協会によって実施される、吹奏楽指導者としての資格を認定する試験である。

## 概要
吹奏楽指導者の知識及び技能を客観的に評価判定することにより、吹奏楽指導者としての社会的資格を認定するもので、試験の実施は公益社団法人日本吹奏楽指導者協会によって行われる。

## 試験内容

### 級別
- 1級吹奏楽指導者
- 2級吹奏楽指導者
- 3級吹奏楽指導者

### 受験資格
級ごとに下記の条件、または同等の資格を有していると日本吹奏楽指導者協会により認められた者とする。
- 1級：20歳以上で吹奏楽の指導経験があり、「JBA吹奏楽ゼミナール上級コース」を修了した上、2級認定試験に合格している者。
- 2級：20歳以上で吹奏楽の指導経験があり、「JBA吹奏楽ゼミナール上級または中級コース」のいずれかを修了した者。
- 3級：18歳以上で吹奏楽の指導経験があり、「JBA吹奏楽ゼミナール」のいずれかのコースを修了した者。

※「JBA吹奏楽ゼミナール」は日本吹奏楽指導者協会主催の講習会である。

### 試験科目
- 理論筆記試験
- 編曲作品審査
- 合奏実技試験
- 指揮実技試験
- 小論文